# Manti (gastronomia)
Il manti (in turco Mantı; in kazako Мәнті?, Mánti; in armeno մանթի?; in russo ? e in kirghiso манты?, mantı;  in arabo منتو‎?, mantu; in uiguro مانتا, manta) è un tipo di pasta ripiena tipico della cucina turca, delle cucine caucasiche e dell'Asia centrale (in particolare della kazaka,  Turkmena e uzbeka), della cucina uigura e della cucina russa.
Consistono in ravioli ripieni di carne di agnello, cavallo o manzo macinata e speziata che vengono bolliti o cotti al vapore. Dimensioni e forma dei Manti variano da luogo a luogo.
I manti sono strettamente imparentati etimologicamente ai mantou cinesi ma assomigliano molto di più ai jiaozi, al Buuz mongolo, al Momo nepalese e al Mandu coreano.

## Varianti regionali

### Asia centrale

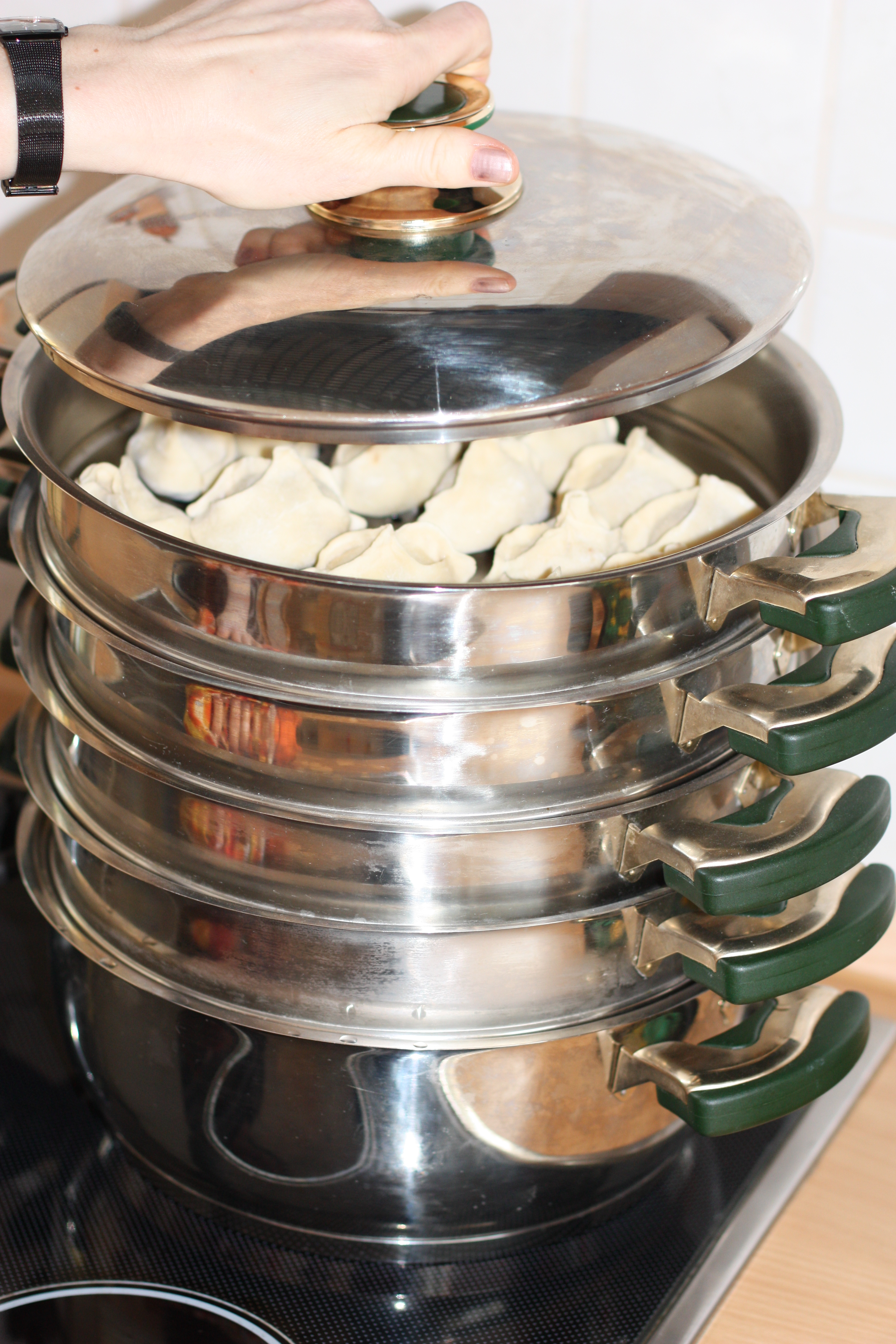
Mantovarka

Nelle cucine dell'Asia centrale i manti sono più grandi, e sono prevalentemente cotti al vapore in una pentola chiamata Mantovarka.
In Kazakistan sono tipicamente ripieni con carne di agnello (o cavallo) e pepe nero, e vengono serviti con burro, panna acida o salsa di cipolle.
Nelle cucine uzbeka, kirghisa, russa e tagika i manti sono di solito ripieni di agnello, manzo, patate o zucca e grasso. Vengono conditi con burro, panna acida o una salsa fatta mescolando aceto e peperoncino in polvere.
In Uzbekistan i manti sono chiamati anche kaskoni.

### Afghanistan

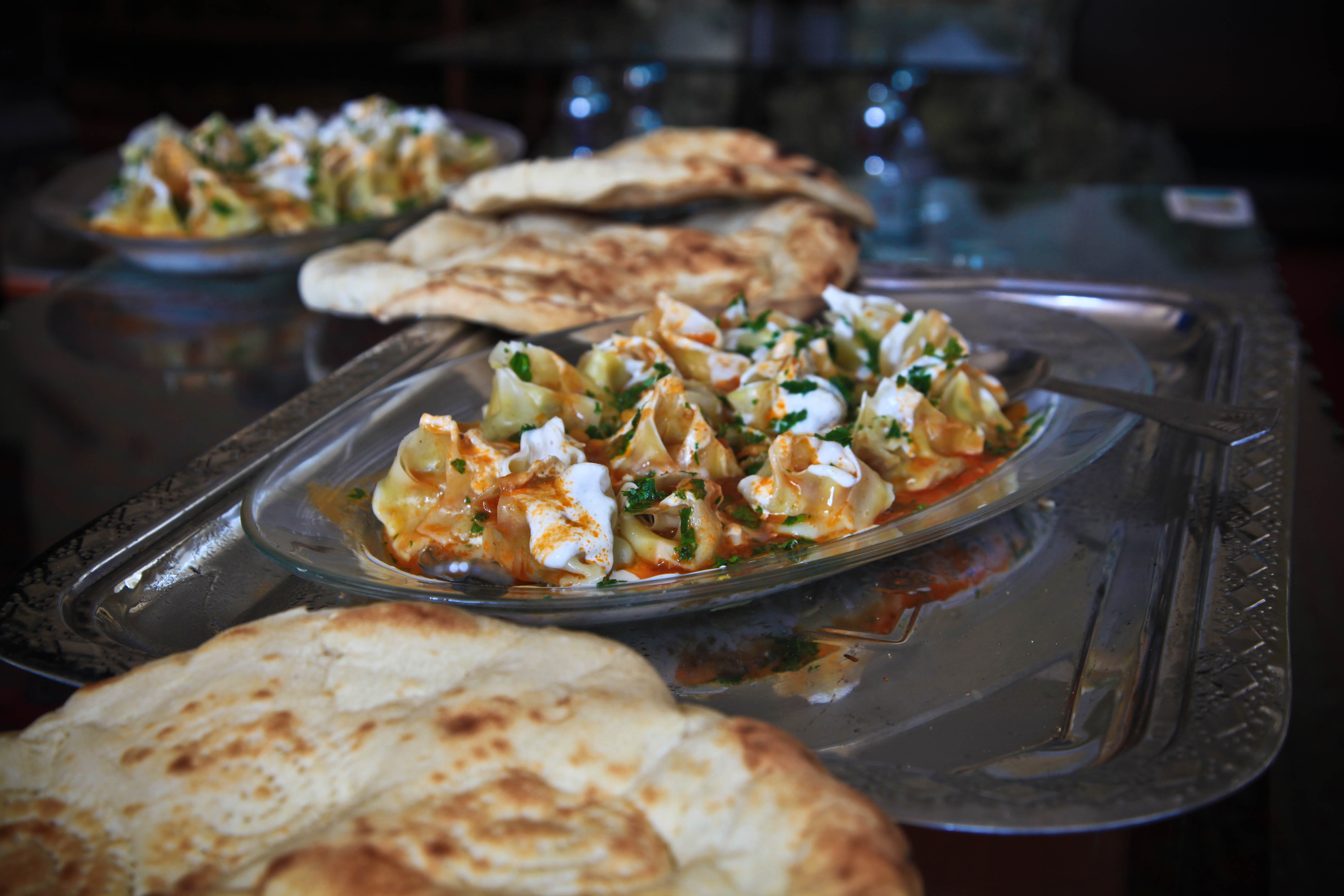
Manti preparati in Afghanistan

In Afghanistan i manti vengono cotti al vapore e serviti con una salsa tipica a base di yogurt, menta, succo di limone e aglio (seer moss). In genere, con questa salsa viene aggiunta anche della passata di pomodoro.

### Turchia e Armenia
A differenza delle varietà dell'Asia centrale, i manti dell'Anatolia e della Transcaucasia sono solitamente bolliti o cotti al forno piuttosto che al vapore e tendono ad essere di piccole dimensioni. Nella cucina turca moderna, i manti sono tipicamente serviti conditi con yogurt e aglio, speziati con pepe rosso in polvere e burro fuso e conditi con sumac macinato e/o menta secca.
Allo stesso modo, i manti armeni, talvolta indicati anche come monta, sono solitamente serviti con yogurt (matzoon) o panna acida (ttvaser) e aglio, accompagnati da una zuppa chiara (mantapour). I manti sono più comuni tra gli armeni occidentali (ciliciani), mentre tra gli armeni orientali e i georgiani sono più diffusi fagottini simili chiamati khink'ali.
Un tipo popolare di manti turchi è conosciuto come Kayseri mantısı, una particolarità culturale di Kayseri, città dell'Anatolia centrale. Il mantı di Kayseri è piccolo e viene servito con yogurt, burro fuso (tipicamente aromatizzato con menta o pepe di Aleppo) e condito con menta secca e pepe di Aleppo in scaglie.  In alcune regioni della Turchia i mantı possono essere preparati con carne di quaglia, pollo o oca, mentre i mantı boş ("fagottini vuoti") sono completamente privi di ripieno.
La cucina turca comprende anche altri fagottini simili al manti, come l'hingel e il böreği tataro. Questi sono tipicamente più grandi dei mantı di Kayseri.
Fagottini simili si trovano anche in altre cucine turche. Ne sono un esempio i dushbara della cucina azera (chiamati chuchvara in Uzbekistan).